# Gonopodium

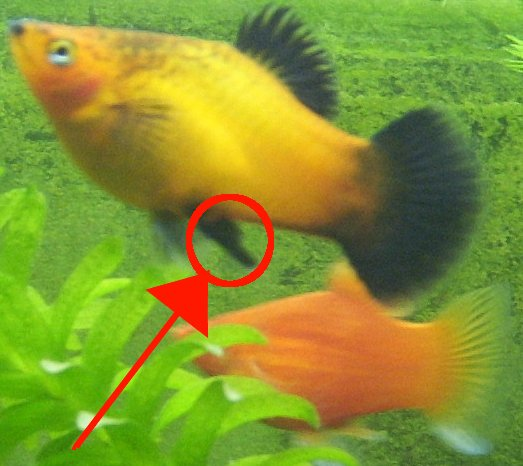
Gonopodium u platynki.

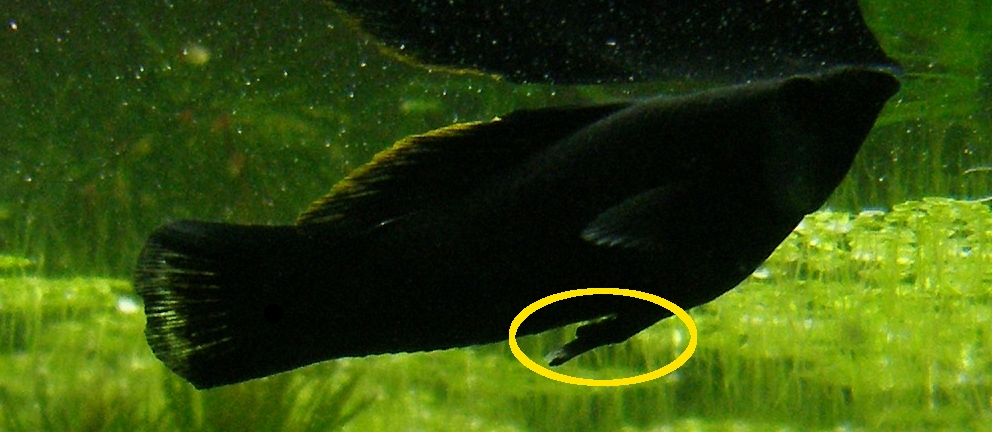
Gonopodium u molinezji.

Gonopodium – zewnętrzny narząd kopulacyjny samców niektórych gatunków ryb kostnoszkieletowych z rzędu karpieńcokształtnych (Cyprinodontiformes) służący do wprowadzania nasienia do otworu płciowego samicy. Jest to skomplikowana struktura złożona z systemu haczyków, kolców i elementów podtrzymujących oraz muskulatury umożliwiającej ruchy do przodu i na boki. U piękniczkowatych (Poeciliidae) i czworookowatych (Anablepidae) powstaje z kilku pierwszych, wydłużonych promieni płetwy odbytowej kierowanych w chwili zaplemnienia ku przodowi pomiędzy płetwy brzuszne.